# 新所原車站
新所原車站（日语：／ Shinjohara  eki */?）是一由東海旅客鐵道（JR東海）與天龍濱名湖鐵道所共用的鐵路車站，位於日本靜岡縣湖西市新所原三丁目。新所原車站是JR東海所屬的東海道本線與天龍濱名湖線的交會車站，也是後者的終點站。JR與天龍濱名湖鐵道各自使用不同的站房，除了各自有獨立的出入口之外，兩家公司的站區中間也有換車專用的連絡檢票口。而在JR東海所屬的站區之經營面上，是個委託由子公司東海交通事業代為經營、設有綠窗口（みどりの窓口）的業務委託車站。
新所原是東海道沿線、乃至於整個靜岡縣位置最西的一個車站，本站再往西進即進入愛知縣的範圍內。事實上，新所原車站的月台就正好橫跨在靜岡與愛知縣的縣境上。

## 車站結構

### JR東海
側式月台1面1線與島式月台1面2線、合計2面3線的地面車站。

#### 月台配置

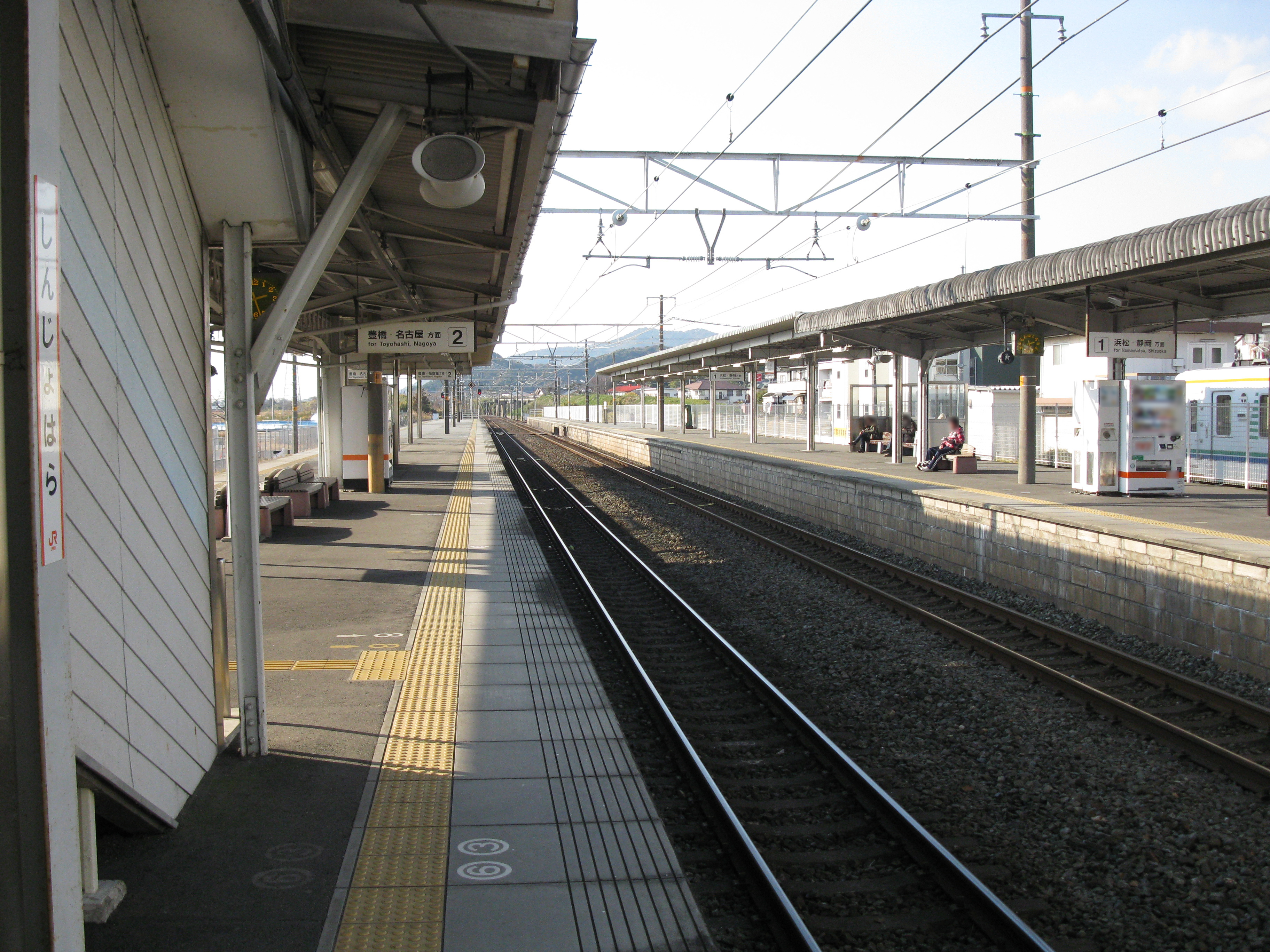
月台（2011年1月）

| 月台 | 路線       | 方向 | 目的地           |
| ---- | ---------- | ---- | ---------------- |
| 1    | 東海道本線 | 上行 | 濱松、靜岡方向   |
| 2、3 | 東海道本線 | 下行 | 豐橋、名古屋方向 |

### 天龍濱名湖鐵道
側式月台1面1線的地面車站。是直營站。設有1部自動售票機。

## 使用情況
根據「靜岡縣統計年鑑」，近年1日平均上車人次如下表。
| 年度   | JR東海 | 天龍濱名湖 鐵道 |
| ------ | ------ | --------------- |
| 1993年 | 4,127  |                 |
| 1994年 | 4,193  |                 |
| 1995年 | 3,752  |                 |
| 1996年 | 3,855  |                 |
| 1997年 | 3,717  |                 |
| 1998年 | 3,621  |                 |
| 1999年 | 3,562  |                 |
| 2000年 | 3,518  |                 |
| 2001年 | 3,439  |                 |
| 2002年 | 3,328  |                 |
| 2003年 | 3,383  |                 |
| 2004年 | 3,492  |                 |
| 2005年 | 3,487  | 594             |
| 2006年 | 3,636  | 557             |
| 2007年 | 3,631  | 495             |
| 2008年 | 3,656  | 521             |
| 2009年 | 3,448  | 492             |
| 2010年 | 3,464  | 480             |
| 2011年 | 3,425  | 380             |
| 2012年 | 3,549  | 378             |
| 2013年 | 3,649  | 408             |
| 2014年 | 3,704  | 349             |
| 2015年 | 3,788  | 345             |
| 2016年 | 3,819  | 354             |
| 2017年 | 3,975  | 375             |
| 2018年 | 4,086  | 333             |

## 相鄰車站
東海旅客鐵道
 東海道本線
■特別快速、■新快速、■區間快速、■普通
鷲津（CA39）－新所原（CA40）－二川（CA41）
天龍濱名湖鐵道
■天龍濱名湖線
阿斯莫前－新所原

### 來源
1. ↑   (PDF). 静岡県統計年鑑2014(平成26年).   [2016-06-19]. （原始内容存档 (PDF)于2019-07-02）.
2. 1 2  駅構内の案内表記。これらはJR東海公式サイトの各駅の時刻表 （页面存档备份，存于）で参照可能（駅掲示用時刻表のPDFが使われているため。2015年1月現在）。

## 外部連結
- 新所原 - 東海旅客鐵道
- 新所原站 （页面存档备份，存于） - 天龍濱名湖鐵道